# Enzo Milesi
Enzo Milesi (* 8. März 2003 in Cluses) ist ein französischer Skispringer.

## Werdegang
Milesi nahm kurz vor seinem 14. Geburtstag erstmals am Alpencup teil. Ende 2020 gab er in Kandersteg sein Debüt im FIS Cup und im Januar 2022 auch im Continental Cup. Rund drei Monate später wurde Milesi erstmals französischer Landesmeister. Ab 2023 geht er auch im Grand Prix an den Start.
Er gehörte außerdem zur französischen Auswahl für die Olympischen Jugend-Winterspiele 2020, die Junioren-Weltmeisterschaften 2020, 2022 und 2023 sowie die 
Europaspiele 2023.
Milesi lebt in Nancy-sur-Cluses.

## Statistik

### Continental-Cup-Platzierungen
| Saison  | Platz | Punkte |
| ------- | ----- | ------ |
| 2022/23 | 091.  | 023    |